# Tyburn (village)
Pour les articles homonymes, voir Tyburn.

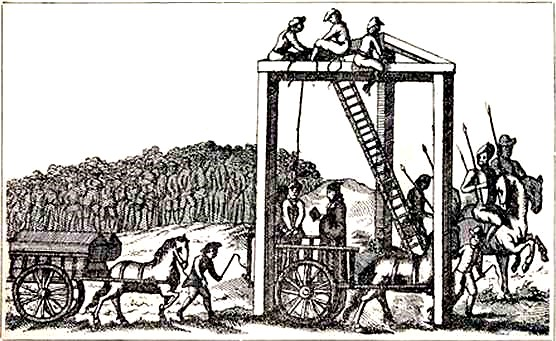
« The Tyburn Tree » (L'arbre de Tyburn, gravure, 1680), appelé ainsi car le triple gibet en bois s'y dressa jusqu'en 1759.

Tyburn est un ancien village du Middlesex, proche de l'actuel emplacement de  Marble Arch à Londres ; il est surtout célèbre pour avoir été le principal lieu des exécutions capitales des criminels et des martyrs religieux anglais, entre le XIIe et la fin du XVIIIe siècle.

## Emplacement
L'emplacement tire son nom de Teo Bourna (la rivière Tyburn), un petit affluent londonien de la Tamise, actuellement complètement couvert, de sa source dans la région de Hampstead jusqu'à son embouchure. Le tracé de la rivière conduit d'Hampstead Town Hall à travers Regent's Park, London Zoo, Marylebone Road, Oxford Street, passe non loin de l'actuelle station de métro de Bond Street... La Tyburn provoqua d'ailleurs des difficultés (inondations du chantier) lors de la construction de Central Line en 1900.
Ty Bourne est mentionné dans le Domesday Book et pourrait avoir été la première dénomination du quartier appelé aujourd'hui Marylebone. Ce n'est que par la suite que la dénomination fut spécifiquement accolée au lieu d'exécution.

## Historique

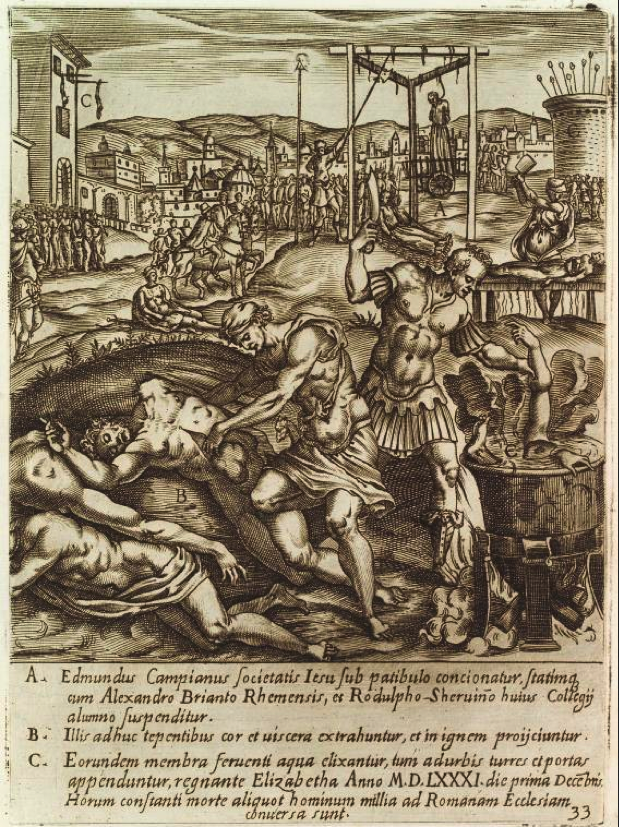
Exécution d'Edmond Campion, Alexander Briant et Ralph Sherwin, trois jésuites, sur ordre d'Elizabeth I, le 1 décembre 1581 : gravure de Giovanni Cavallieri (1584) d'après Niccolò Circignani, montrant la procédure hanged, drawn and quartered à Tyburn.

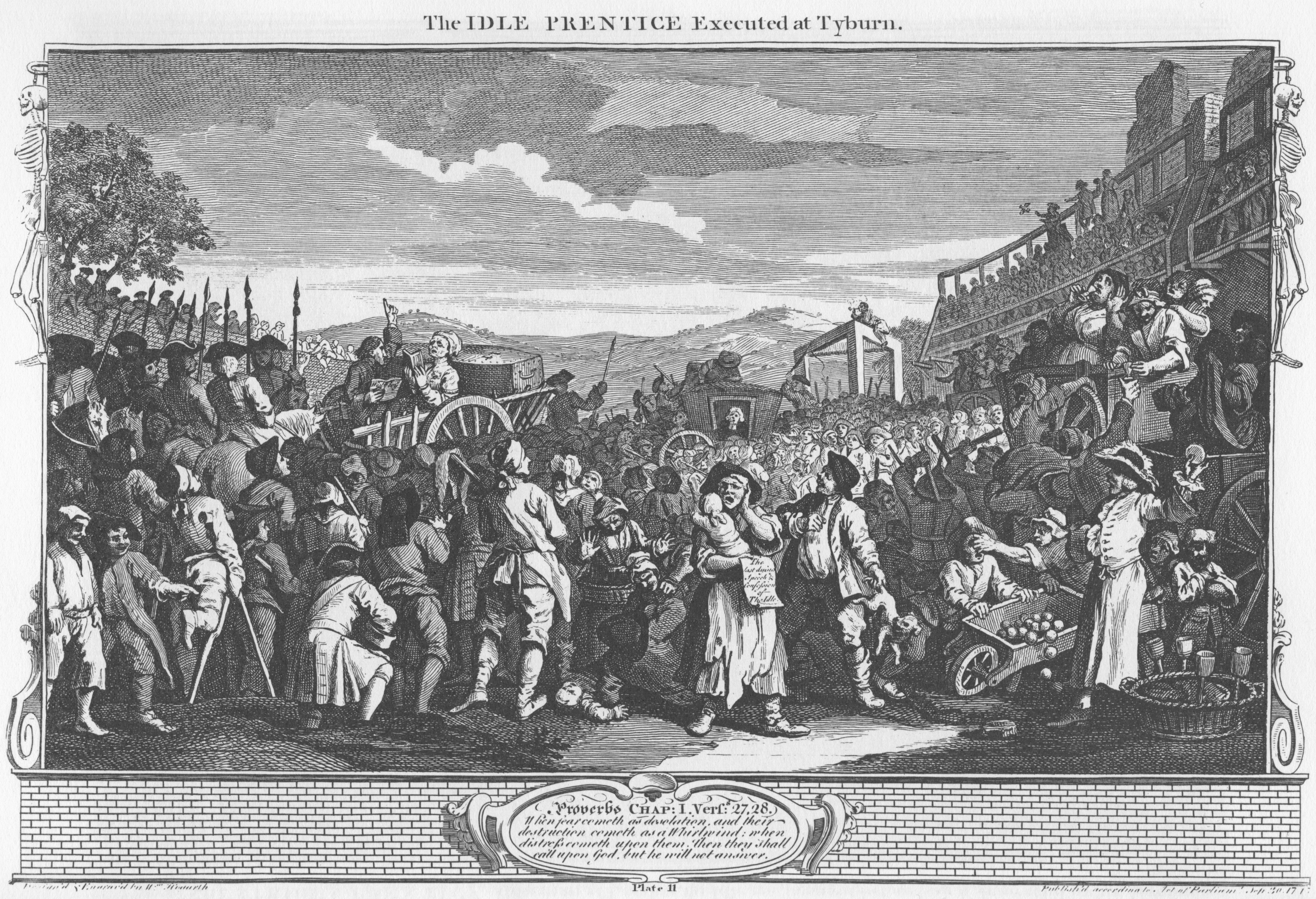
Gravure de William Hogarth, The Idle 'Prentice Executed at Tyburn, de la série Le Zèle et la Paresse (Industry and Idleness) (1747), montre le spectacle que suscitait parfois une exécution.

La première exécution enregistrée à Tyburn remonte à 1196. Tyburn fut le principal lieu d'exécution de 1388 à 1783, date à laquelle elle fut progressivement remplacée par la prison de Newgate. En 1571 fut érigé le premier gibet permanent, de forme triangulaire, sur lequel vingt-quatre personnes pouvaient être pendues à la fois.
Les sources font état de plus de 50 000 exécutions pour l'ensemble de son histoire.

## Exécutions célèbres
Par ordre chronologique de leur exécution :
- Roger Mortimer, exécuté le 29 novembre 1330 ;
- Roger Clarendon, exécuté le 8 juin 1402 ;
- Humphrey Stafford, exécuté le 8 juillet 1486 ;
- Michael An Gof, exécuté le 27 juin 1497 ;
- Thomas Flamank, exécuté le 27 juin 1497 ;
- Perkin Warbeck, exécuté le 23 novembre 1499 ;
- Elizabeth Barton, exécutée le 20 avril 1534 ;
- Jean Houghton, exécuté le 4 mai 1535 ;
- Thomas FitzGerald, exécuté le 3 février 1537 ;
- Thomas Culpeper, exécuté le 10 décembre 1541 ;
- Francis Dereham, exécuté le 10 décembre 1541 ;
- Edmond Campion, exécuté le 1er décembre 1581 ; canonisé en 1970 ;
- Eustache White, martyr, exécuté le 10 décembre 1591, canonisé en 1970 (appelé saint Eustache) ;
- John Felton, exécuté en 1628 ;
- Henry Morse, exécuté le 1er février 1645, canonisé en 1970 ;
- Olivier Cromwell, convaincu de régicide, fut déterré et l'on soumit son cadavre au supplice hanged, drawn and quartered le 30 janvier 1661 ;
- Robert Hubert[5] exécuté le 28 septembre 1666 ;
- Mary Carleton, exécutée le 22 janvier 1673 ;
- Édouard Coleman, exécuté en 1678 ;
- Olivier Plunket, exécuté le 1er juillet 1681[6] :
- Jack Sheppard, exécuté le 16 novembre 1724 ;
- Jonathan Wild, exécuté le 24 mai 1725 ;
- Bosavern Penlez, exécuté le 28 octobre 1749, condamné à mort pour servir d'exemple avec l'appui de Henry Fielding lors de la mise à sac d'un bordel par des marins dans le Strand au début de juillet de la même année[7] ;
- James Hackman[8], exécuté le 19 avril 1779 ;
- John Austin[9], pendu le 1er novembre 1783